# لیلیت (فیلم)
لیلیت (انگلیسی: Lilith) یک فیلم سینمایی آمریکایی در ژانر نئو-نوآر و درام به نویسندگی و کارگردانی رابرت راسن است که در سال ۱۹۶۴ منتشر شد.

## خلاصه داستان
فیلم داستان زنی جوان و مرموز در یک آسایشگاه است که به نظر می‌رسد نوعی طلسم جادوئی در اطراف او وجود دارد. مردی بیقرار اما صادق با گذشته‌ای مبهم به او نزدیک می‌شود و…

## بازیگران
- وارن بیتی
- جین سیبرگ
- پیتر فوندا
- کیم هانتر
- جسیکا والتر
- جین هکمن